# Joe Lynn Turner
Joe Lynn Turner nome artístico de  Joseph Arthur Mark Linquito, (2 de agosto de 1951, Hackensack, Nova Jérsei), é um cantor e compositor norte-americano, conhecido por seus trabalhos com a banda de hard rock Rainbow.

## Carreira
Nascido Joseph Arthur Mark Linquito em uma família italiana, Turner formou no colégio a banda Ezra, criando material original e tocando covers. Turner foi influenciado principalmente por artistas como Led Zeppelin, Jimi Hendrix, Free e Sly and the Family Stone.

## Discografia
Solo
- Rescue You (1985)
- Nothing's Changed (1995)
- Under Cover (1997, cover album)
- Hurry Up and Wait (1998)
- Under Cover 2 (1999, cover album)
- Waiting for a Girl Like You (1999, EP)
- Holy Man (2000)
- Challenge Them All (2001, EP)
- Slam (2001)
- JLT (2003)
- The Usual Suspects (2005)
- Second Hand Life (2007)
- Live in Germany (2008)
- The Sessions (2016)
- Belly of the Beast (2022)

Com Fandango
- Fandango (1977)
- Last Kiss (1978)
- One Night Stand (1979)
- Cadillac (1980)

Com Rainbow
- Difficult to Cure (1981)
- Straight Between the Eyes (1982)
- Bent Out of Shape (1983)
- Finyl Vinyl (1986)

Com Yngwie Malmsteen
- Odyssey (1988)
- Trial By Fire: Live in Leningrad (1989)
- Inspiration (1996)

Com Deep Purple
- Slaves and Masters (1990)

Com Mother's Army
- Mother's Army (1993)
- Planet Earth (1997)
- Fire on the Moon (1998)

Com Brazen Abbot
- Eye of the Storm (1996)
- Bad Religion (1997)
- Guilty as Sin (2003)
- A Decade of Brazen Abbot (2004, Ao Vivo)
- My Resurrection (2005)
- Live at Berkrock (2008, DVD)

Com Hughes Turner Project
- HTP (2002)
- Live in Tokyo (2002)
- HTP 2 (2003)

Com Sunstorm
- Sunstorm (2006)
- House of Dreams (2009)
- Emotional Fire (2012)
- Edge of Tomorrow (2016)
- The Road to Hell (2018)

Com The Jan Holberg Project
- Sense of Time (2011)
- At Your Service (2013)